# بيا ريفا
بيا ريفا (بالإيطالية: Pia Riva)‏ هي متزحلقة إيطالية، ولدت في 4 أبريل 1935 في Piovene Rocchette ‏ في إيطاليا.

## وصلات خارجية
- بيا ريفا على موقع الاتحاد الدولي للتزلج (التزلج على المنحدرات الثلجية) (الإنجليزية)
- بيا ريفا على موقع أوليمبيديا (الإنجليزية)